# Christuskirche (Hansühn)

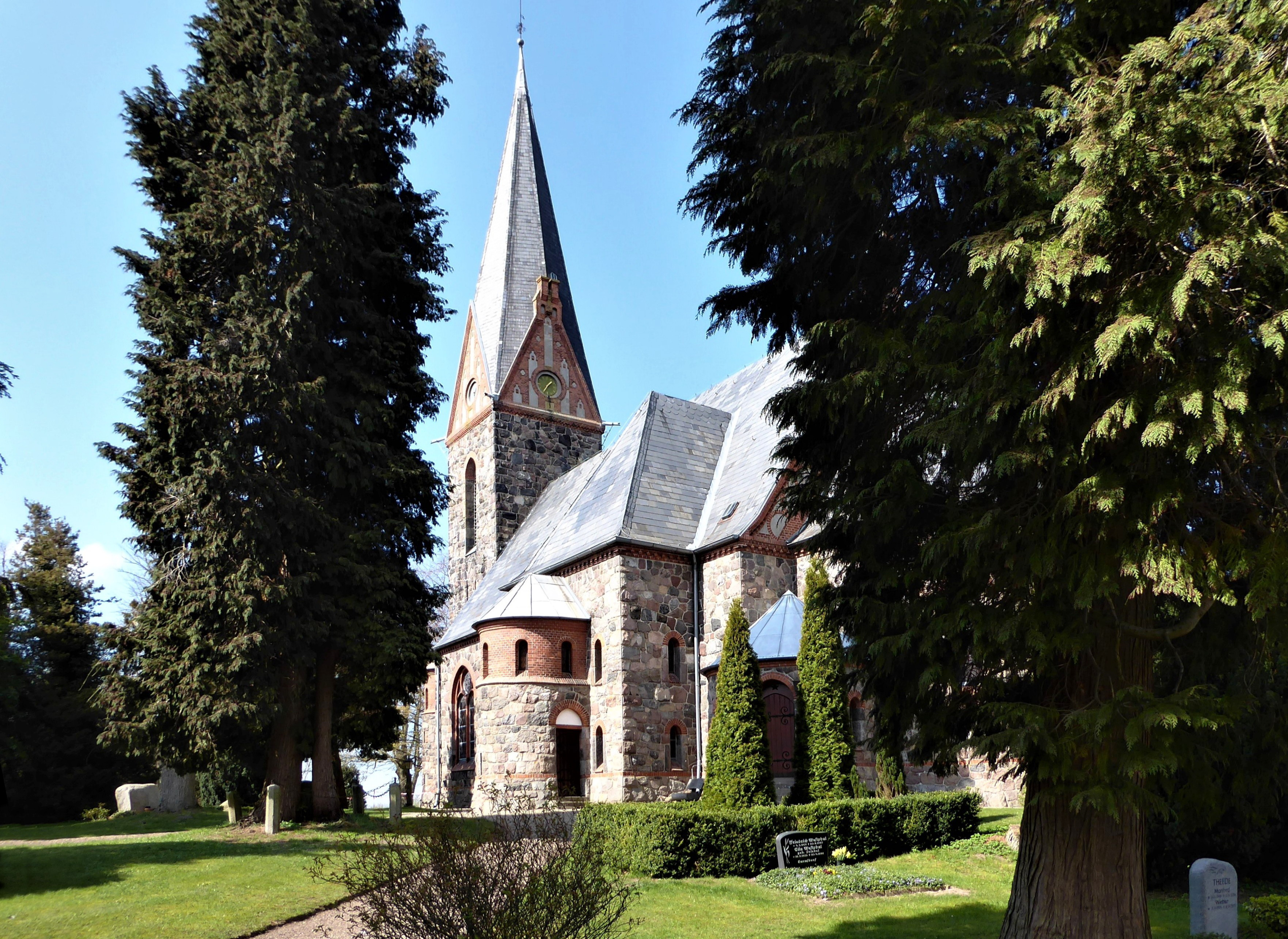
Die Christuskirche von Hansühn

Die Christuskirche in Hansühn, Gemeinde Wangels, ist die Pfarrkirche der Evangelisch-Lutherischen Kirchengemeinde Hansühn, die dem Kirchenkreis Ostholstein der Evangelisch-Lutherischen Kirche in Norddeutschland angehört.

## Geschichte
Nachdem der spätromanische Vorgängerbau aus dem 13. Jahrhundert 1893–1894 abgerissen worden war, begann 1896 der Bau der neuen Kirche nach Plänen des Hamburger Architekten Hugo Groothoff. Dabei wurden vermutlich Teile des Fundaments und des Baumaterials (Feldstein) wiederverwendet. Die Einweihung erfolgte am 23. Mai 1897.
Das Kirchenpatronat hat bis heute die Familie von Abercron von Gut Testorf inne. Den Namen Christuskirche erhielt die Hansühner Kirche 1955. Die Kirchengemeinde bildete seit 2005 einen Sprengel mit der nahegelegenen Kirche Hohenstein und teilte sich einen Pastor. Seit 2023 gehört die Kirchengemeinde dem Pfarrsprengel Kirchspiel Bungsberg an, der sich aus den Evangelisch-Lutherischen Kirchengemeinden Hansühn, Hohenstein, Lensahn und Schönwalde zusammensetzt.

## Beschreibung

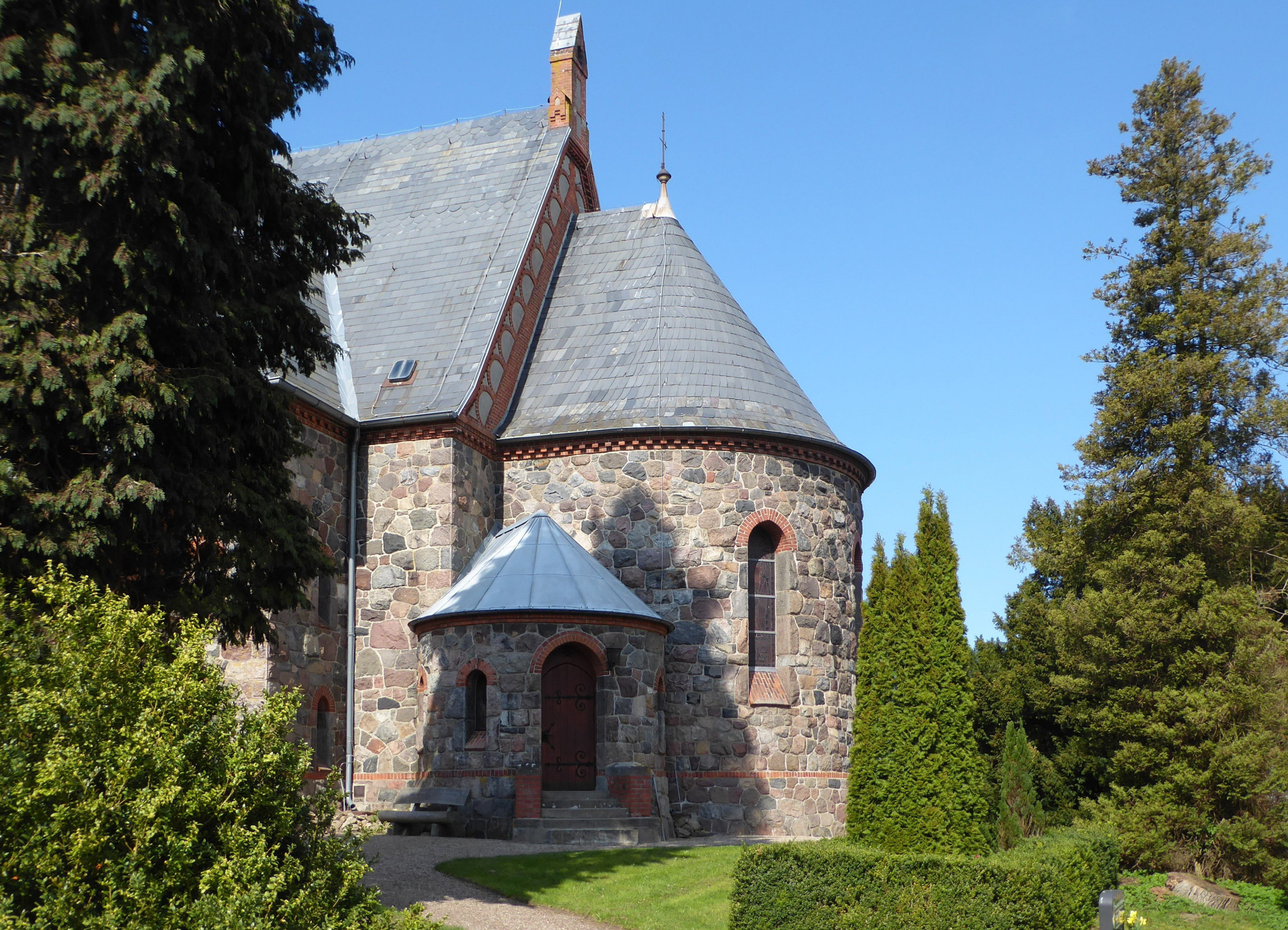
Christuskirche, Apsis

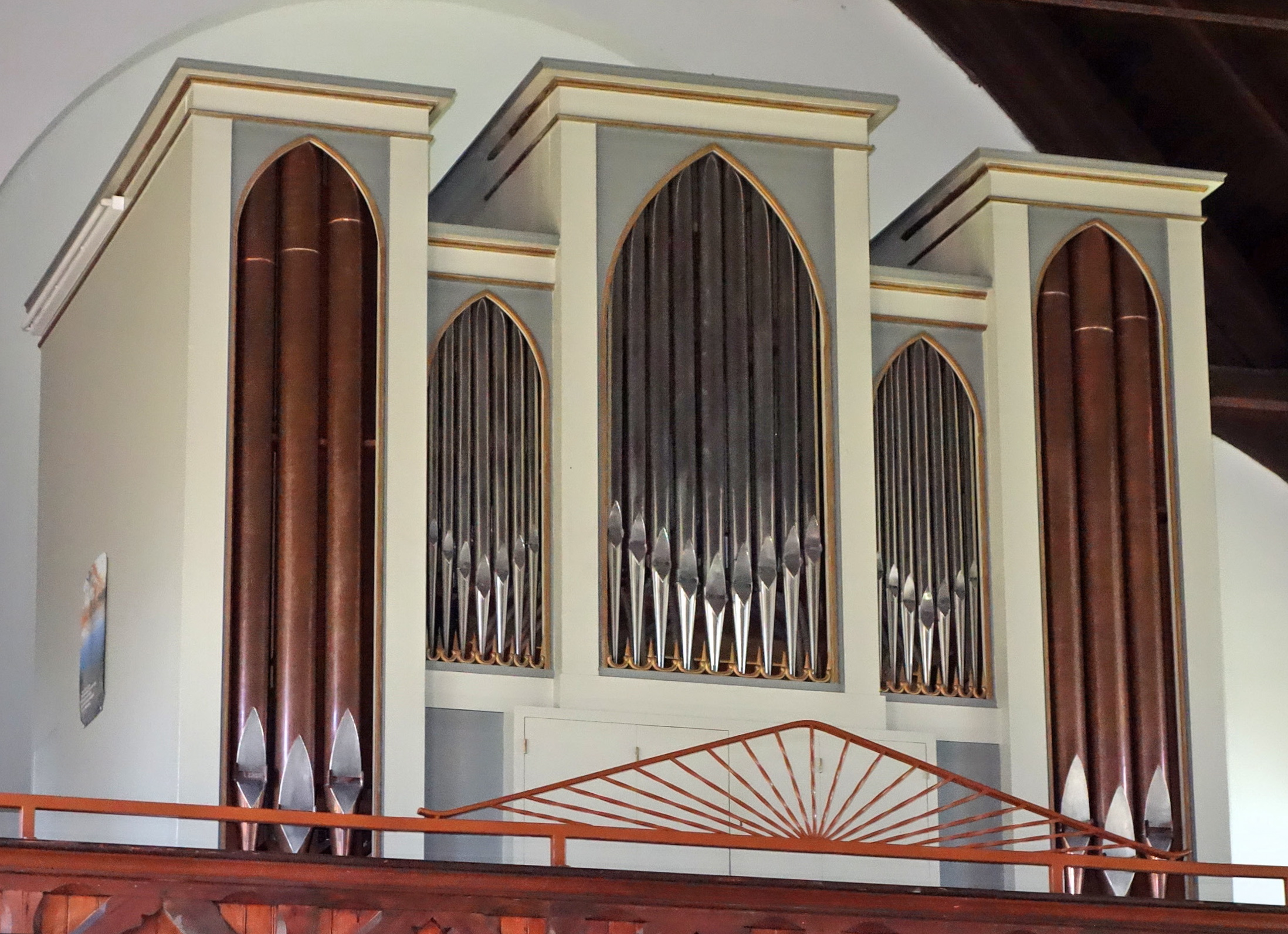
Orgel

Die Christuskirche ist eine neugotische Saalkirche mit einem kurzen Querschiff, einer halbrunden Apsis mit anschließender Sakristei an der Ostseite und einem Westturm. Zusätzlich zum Feldstein wurde roter Backstein verarbeitet.
Das Hauptportal befindet sich an der Westseite des Kirchenschiffs, ein kleinerer Eingang an der Nordseite des Turms. Für die Gebäudeteile wurden verschiedene Dachformen verwendet: Ein Rhombendach auf dem Turm, ein Satteldach auf dem Langhaus, Walmdächter auf den Querarmen und ein Zeltdach auf der Apsis.
Mit 145 Metern über Normalnull verfügt die Christuskirche Hansühn über den am höchsten gelegenen Kirchturm Schleswig-Holsteins. Dem entspricht auch der Ortsname Hansühn, welcher sich etymologisch von den mittelniederdeutschen Vokabeln han (hoch) und Sühn (Sonne) ableitet und Hohe Sonne bedeutet. Dies ist auf die hohe Lage des Dorfes zurückzuführen. Vom Alten Friedhof direkt vor dem Kirchengebäude erhält man einen Ausblick auf die Ostsee am Weißenhäuser Strand. 

## Ausstattung

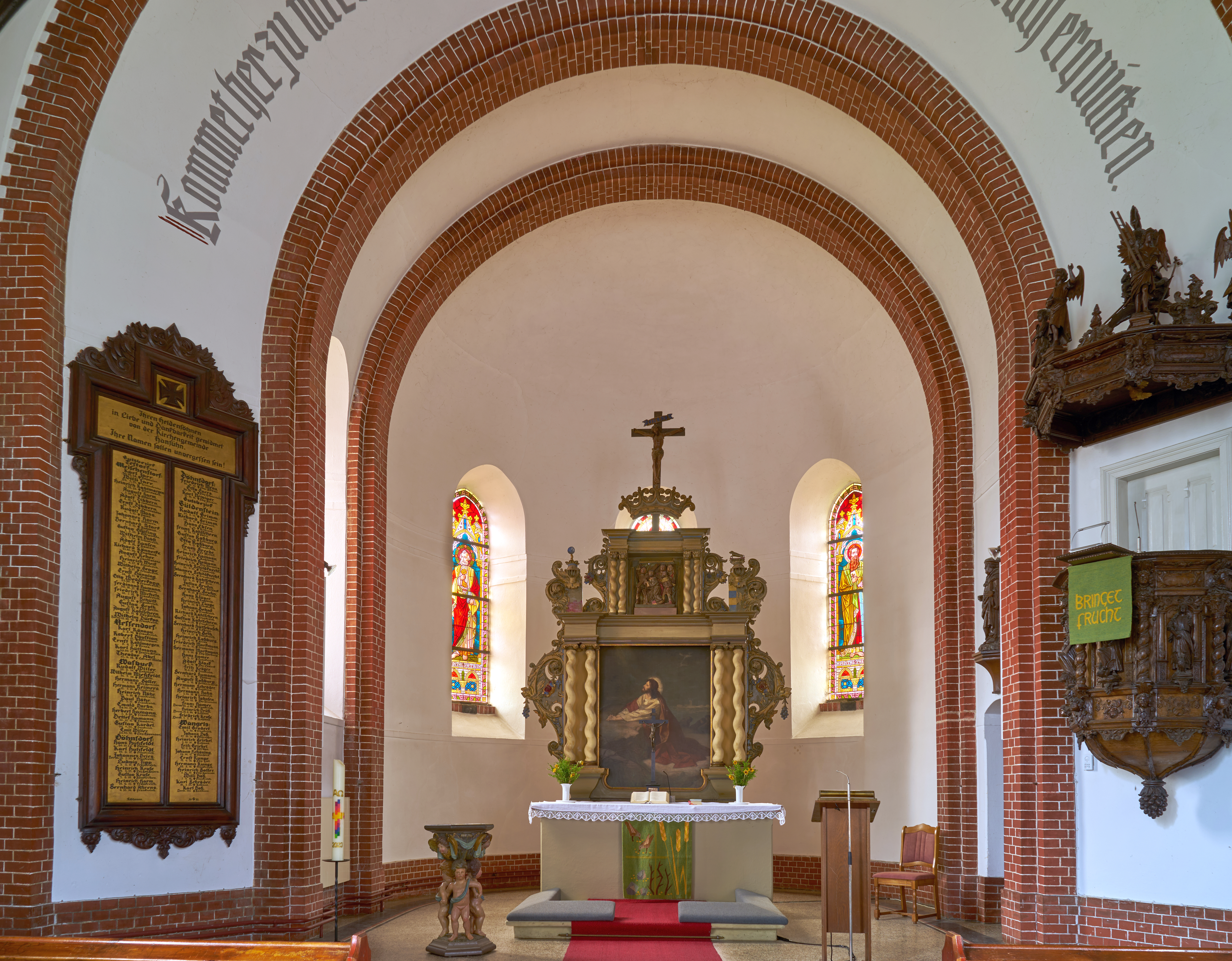
Chorraum mit Altar, Taufbecken und Kanzel

Ein großer Teil der Ausstattung wurde aus dem Vorgängerbau übernommen. Barock sind der hölzerne Altaraufsatz und das geschnitzte Taufbecken vom Ende des 17. Jahrhunderts sowie die ebenfalls geschnitzte Kanzel von 1685. Das über dem Altar befindliche Kreuz und das in das obere Feld eingelassene Relief sind gotisch und damit deutlich vor dem Altar entstanden. Der Schalldeckel der Kanzel zeigt die vier Evangelisten mitsamt ihren Symbolen. Die Figuren sind vor 1685 entstanden und wurden nachträglich in die Kanzel eingefügt. Den geschmückten Deckel des achteckigen Taufbeckens ziert ein Pelikan.
Eine emporenartige Gutsloge stammt aus dem Jahr 1718. Ein Kelch aus zum Teil vergoldetem Silber und eine silberne Oblatendose wurden 1754 gefertigt. Eine Patene aus vergoldetem Silber trägt das Renovierungsdatum 1841.
Ältestes Stück in der Kirche ist eine hölzerne, gotische Sitzmadonna vom Anfang des 13. Jahrhunderts. Spätgotisch aus der Zeit um 1520–1530 ist eine hölzerne Kreuzigungsgruppe aus dem Umfeld von Claus Berg mit Figuren von Maria, dem Apostel Johannes, der heiligen Katharina und einem weiteren Nothelfer.